# Reserva de la biosfera Chamela-Cuixmala

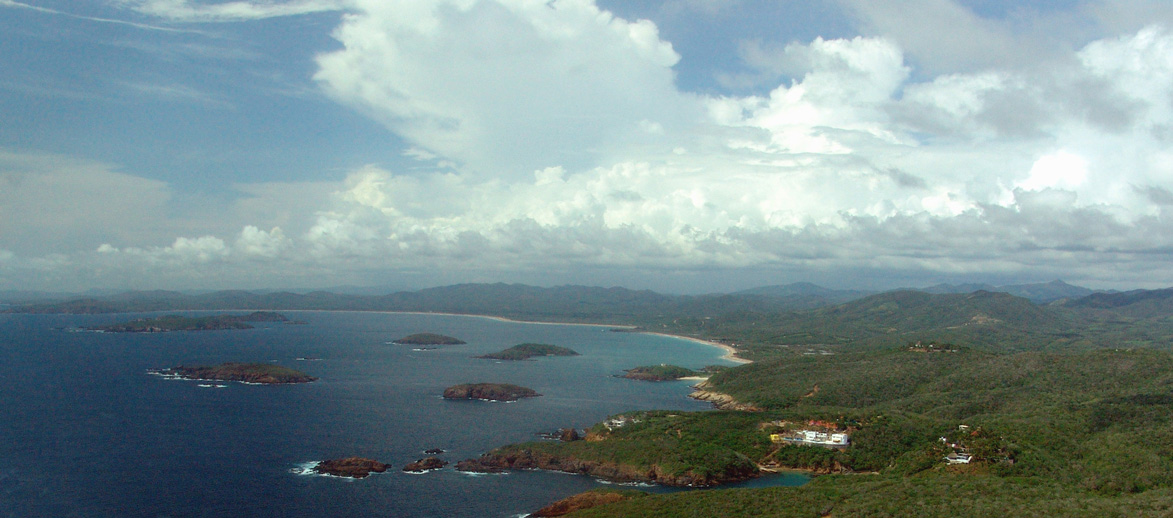
Una vista a la bahía de la reserva

La Reserva de la Biosfera Chamela-Cuixmala (RBCC) es una de las primeras reservas naturales de México en constituirse en la costa del Pacífico del estado de Jalisco. Esta área fue declarada mediante Decreto Presencial el 30 de diciembre de 1993, comprendiendo 13.142,78,25 hectáreas. Fue creada para proteger, fundamentalmente, la selva baja caducifolia y humedales de la costa central de Jalisco.
La región se caracteriza por su variada y abundante flora y fauna, y también por su terreno montañoso, con selva baja caducifolia o bosque tropical seco (dependiendo de la nomenclatura), colinas y llanuras aluviales.

## Etimología
El nombre de la Reserva deriva del poblado de Chamela, situado en la bahía, el cual tiene el mismo nombre, y del Río Cuixmala, también conocido como Cuitzmala, uno de los seis ríos más importantes de la costa de Jalisco y que a su vez actúa como un límite natural de la reserva.

## Ubicación
La Reserva de la Biósfera se ubica en la costa de Jalisco, en el Municipio de La Huerta, aproximadamente a 120 km al norte de Manzanillo, entre el margen norte del Río Cuitzmala y el Arroyo Chamela.  El área puede considerarse dividida en dos secciones por la Carretera Federal 200, Melaque-Puerto Vallarta (aquí mismo se puede acceder a la reserva).

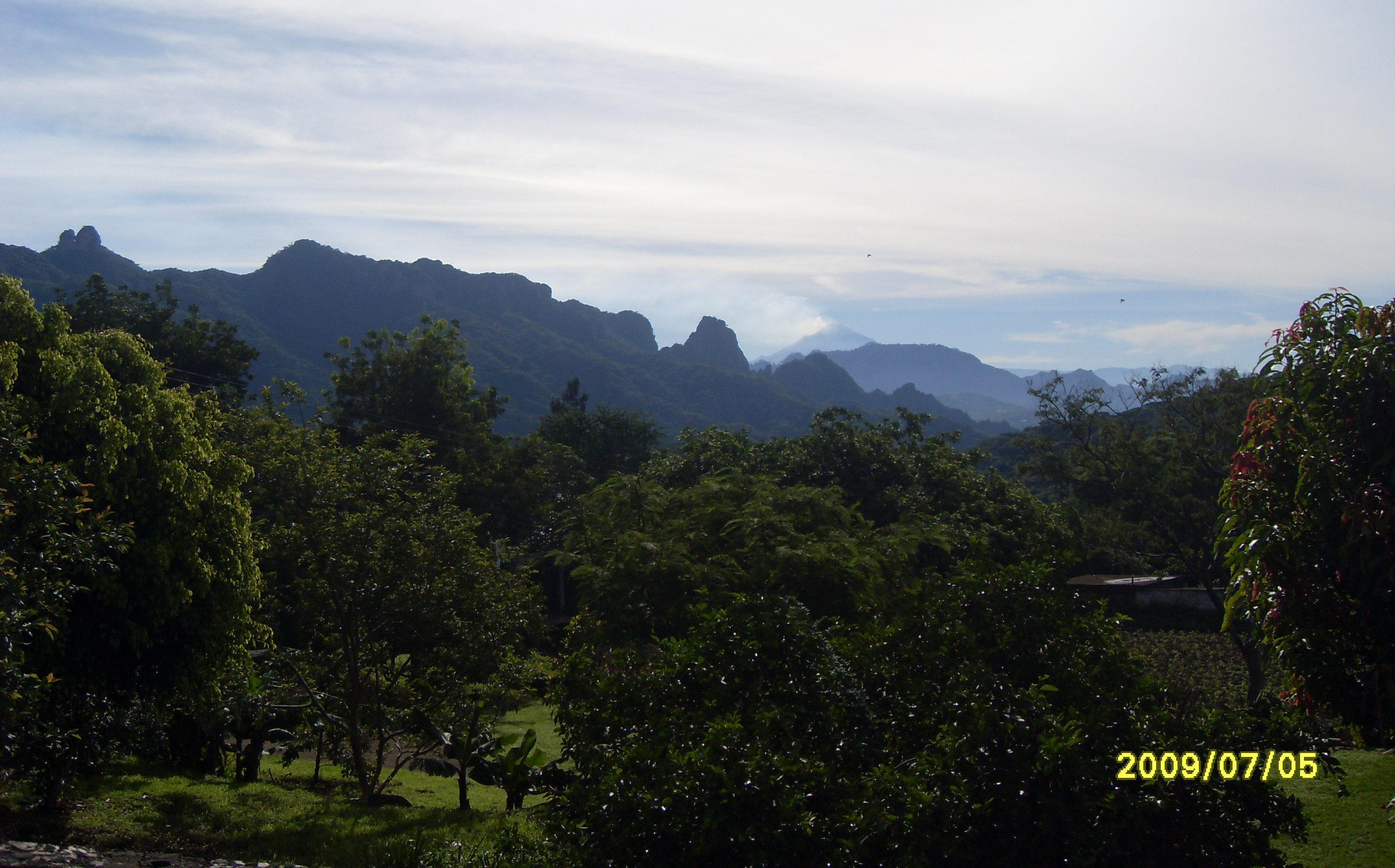
La mayor parte de la reserva es selva baja caducifolia

## Biodiversidad
De acuerdo al Sistema Nacional de Información sobre Biodiversidad de la Comisión Nacional para el Conocimiento y Uso de la Biodiversidad (CONABIO) en la Reserva de la Biosfera Chamela-Cuixmala habitan más de 1,815 especies de plantas y animales de las cuales 93 se encuentra dentro de alguna categoría de riesgo de la Norma Oficial Mexicana NOM-059  y 33 son exóticas,

### Flora
En la RBCC se protegen a 1,200 especies de plantas que se dividen en 10 diferentes tipos de vegetación, que incluyen a:
- Selva baja caducifolia
- Selva mediana

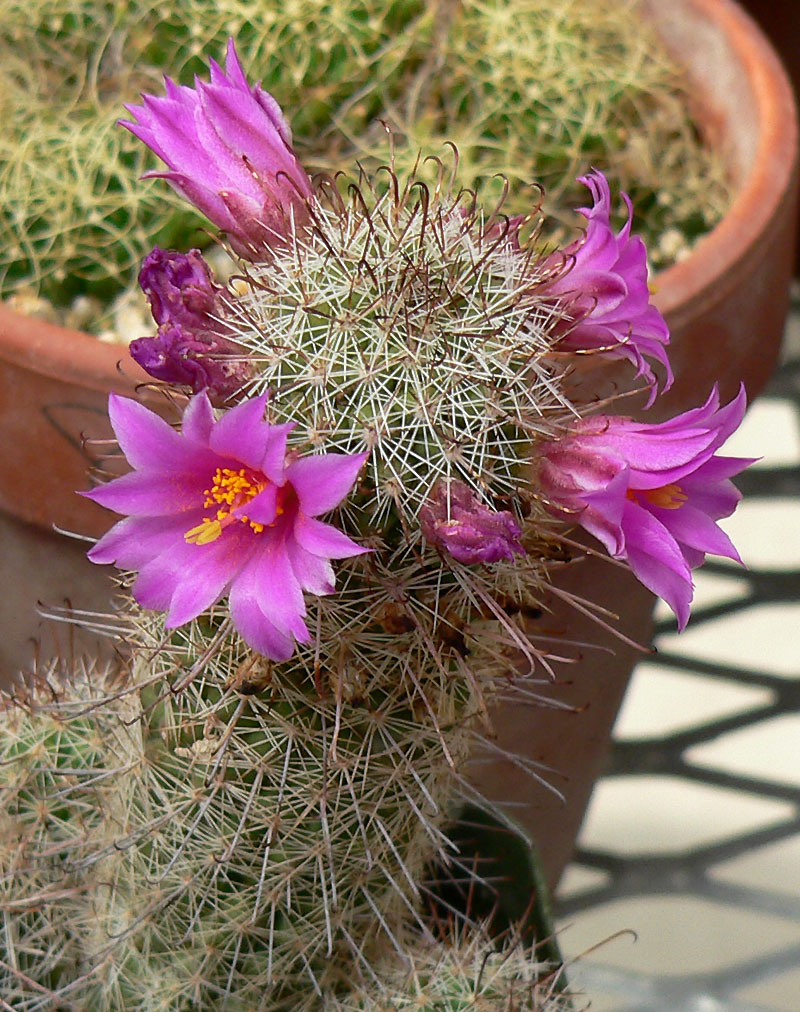
Mammillaria mazatlanensis / Biznaga de Mazatlán

- Hábitats acuáticos extremadamente vulnerables[7]

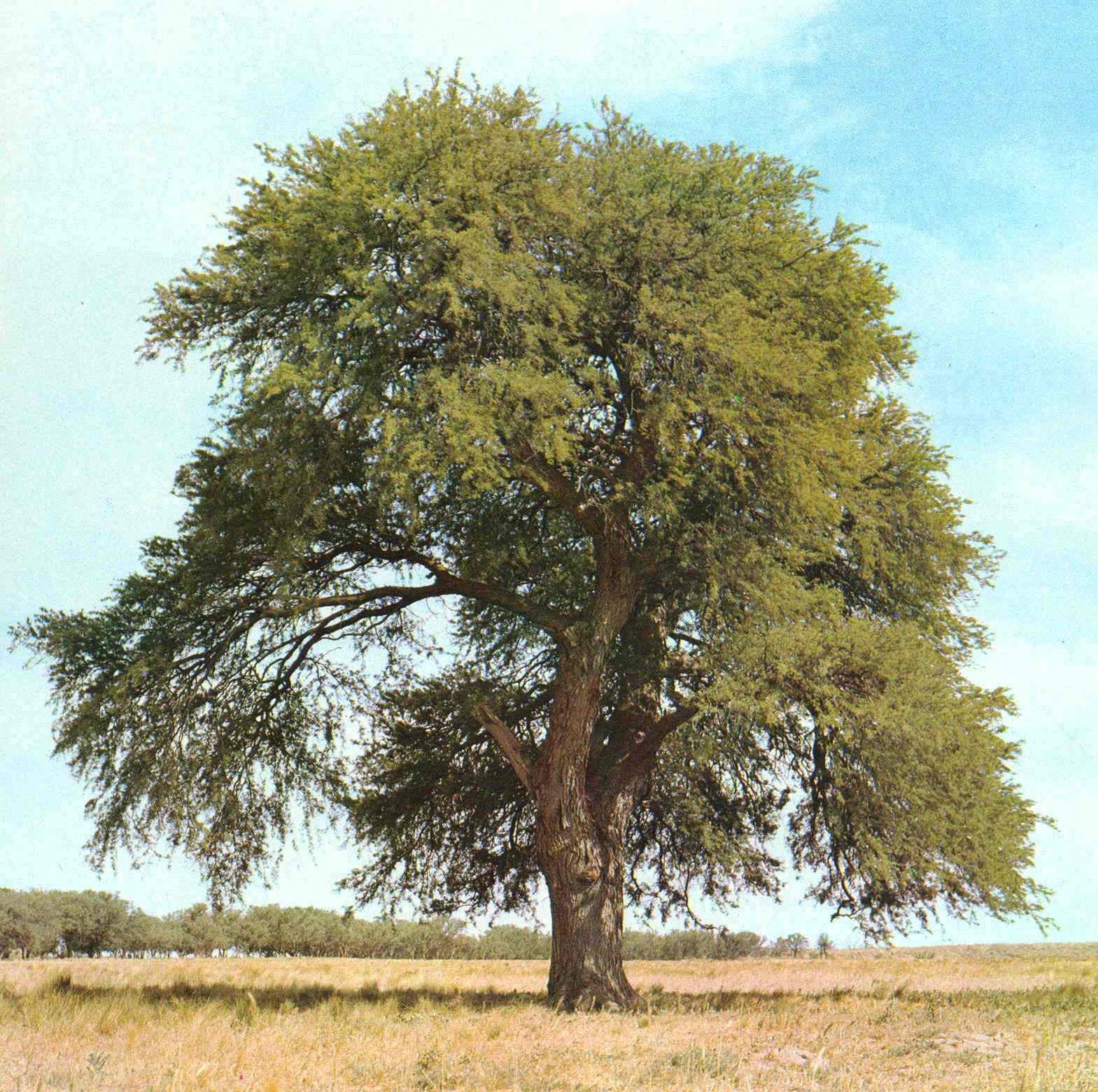
Prosopis / Mesquite

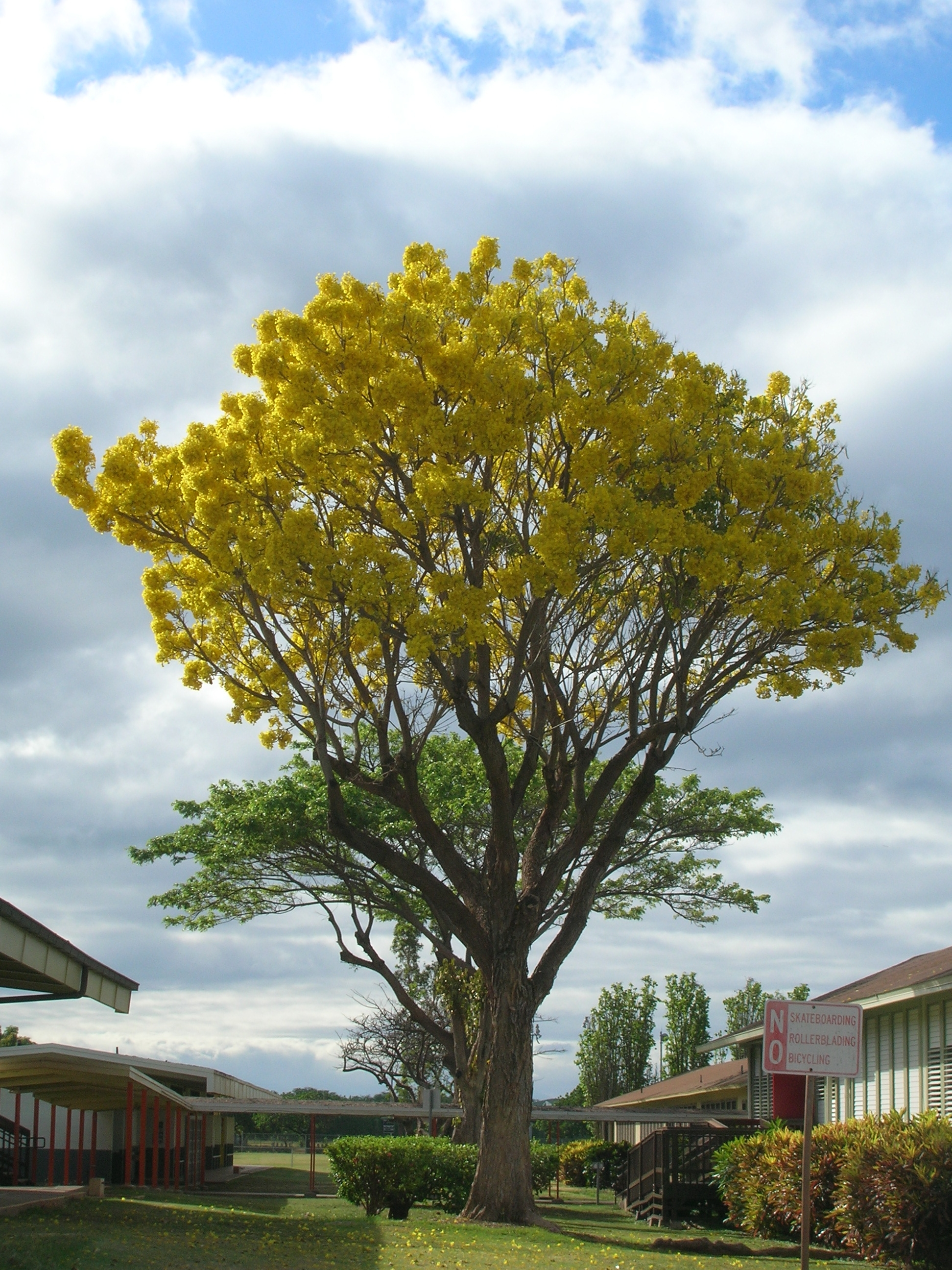

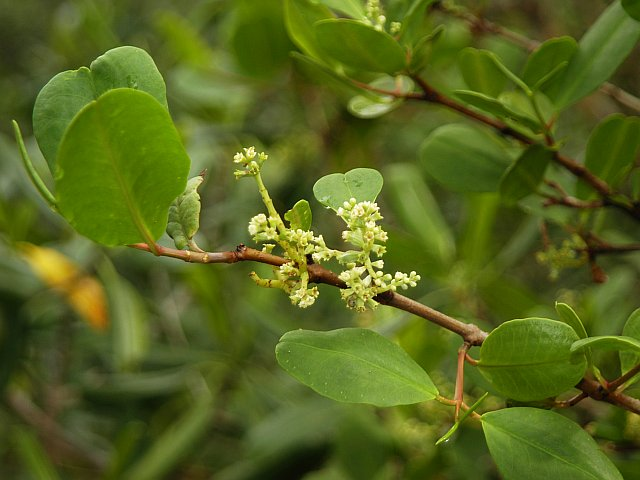
Laguncularia racemosa / Mangle blanco

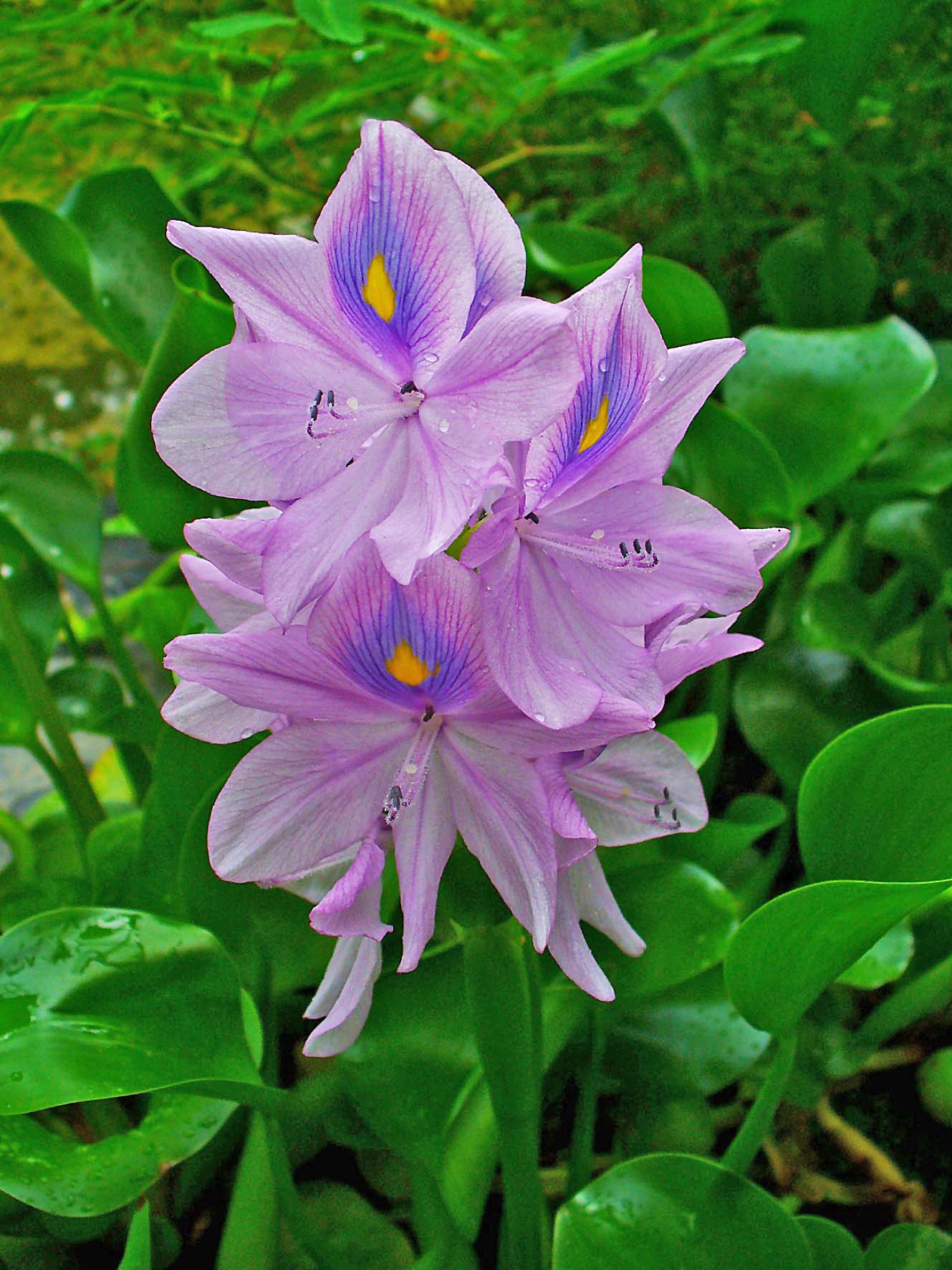
Eichornia crassipes / Lirio Acuático

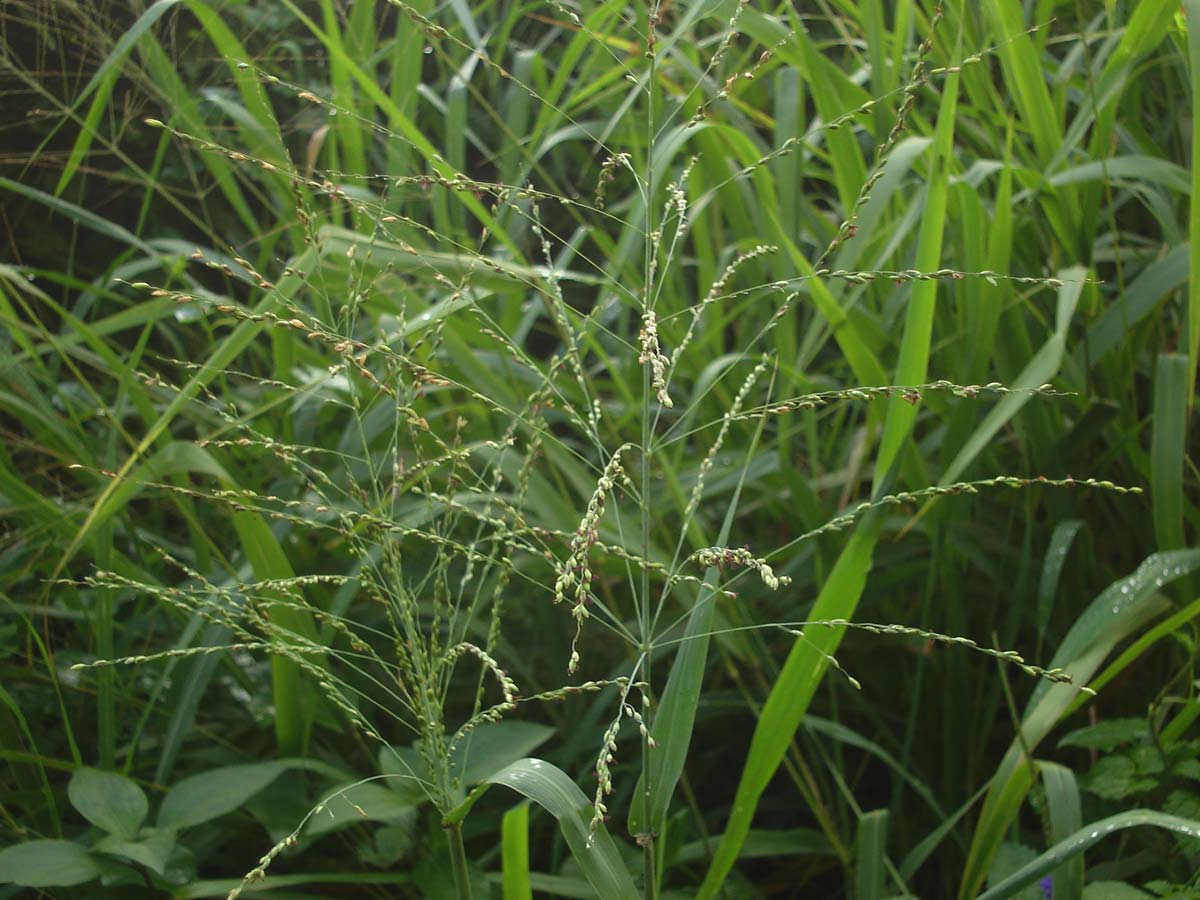
Panicum maximum / Pasto Guinea

| Nombre común          | Nombre científico          |
| --------------------- | -------------------------- |
| Botoncillos           | Cordia alliodora           |
| Copal                 | Bursera spp                |
| Hediondilla           | Agave colimana             |
| Biznaga de Mazatlán   | Mammilliaria mazatlanensis |
| Roño Espinoso         |                            |
| Chayotito             | Sicyos deppei              |
| Aralia excelsa        | Sciadodendron excelsum     |
| Palo Prieto           | Celaenodendron mexicanum   |
| Tasajillo de Ciuxmala | Penicereus ciuxmalensis    |

| Nombre común | Nombre científico          |
| ------------ | -------------------------- |
| Iguanero     | Caesalpina eriostachys     |
| Cuachalalate | Amphypterigium adstringens |
| Cascalote    | Caesalpina alata           |
| Nopal        | Opuntia excelsa            |

| Nombre común | Nombre científico |
| ------------ | ----------------- |
| Acacia       | Acacia sp         |
| Mesquite     | Prosopis sp       |
| Nopal        | Opuntia excelsa   |

| Nombre común     | Nombre científico      |
| ---------------- | ---------------------- |
| Cedro macho      | Sciadodendrom excelsum |
| Ramón            | Brosimum alicastrum    |
| Palma de Coquito | Orbignya cohune        |
| Primavera        | Tabebuia donell-smithi |

| Nombre común  | Nombre científico     |
| ------------- | --------------------- |
| Mangle Blanco | Laguncularia racemosa |
| Mangle Rojo   | Rhizophora mangle     |
| Ciruelillo    | Phyllanthus elsiae    |
| Anona         | Anona glabra          |

| Nombre común    | Nombre científico    |
| --------------- | -------------------- |
| Manzanilla      | Hippomane mancinella |
| Cola de Choncho | Cupania dentata      |

| Nombre común | Nombre científico |
| ------------ | ----------------- |
| Sauce        | Salix chilensis   |

| Nombre común      | Nombre científico    |
| ----------------- | -------------------- |
| Tule Cola de Gato | Typha latifolia      |
| Totoras           | Scirpus sp           |
| Lirio Acuático    | Eichornia crassipes  |
| Ninfas            | Nymphaea ampla       |
| Carrizo           | Phragmites australis |
| Bambú común       | Bambusa vulgaris     |

| Nombre común  | Nombre científico    |
| ------------- | -------------------- |
| Pasto Buffel  | Cenchrus ciliaris    |
| Pasto Blanco  | Eragrostis cliaris   |
| Pasto Guinea  | Panicum maximum      |
| Pasto Rosado  | Rhynchelitium repens |
| Sorgo Bicolor | Sorghum bicolor      |

### Fauna
En esta área se protege un gran número de especies animales en peligro de extinción, endémicas y de importancias económica, en los que se encuentran:
- 63 especies de lagartijas, serpientes y otros reptiles

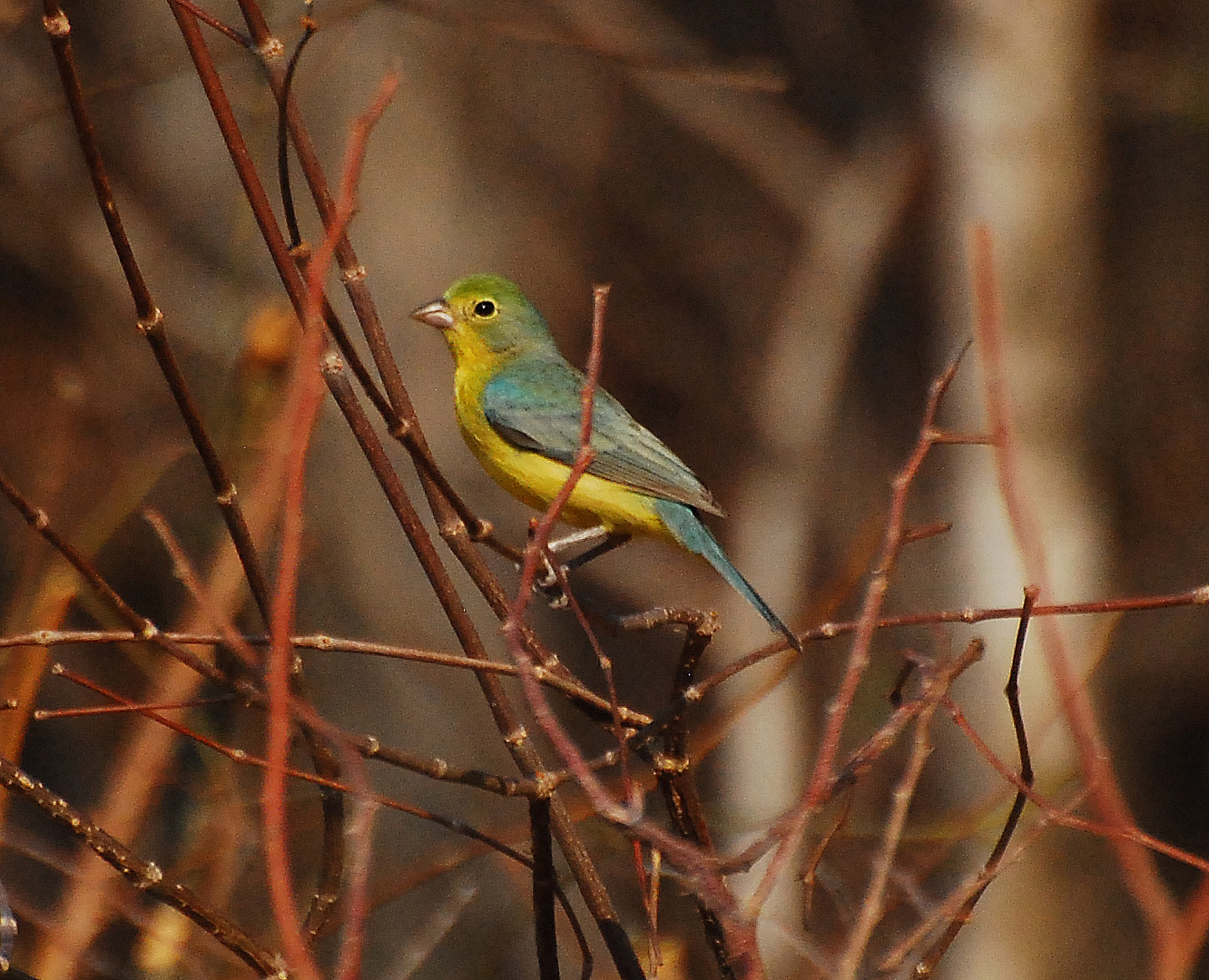
Passerina leclancherii / Colorín Pecho Naranja

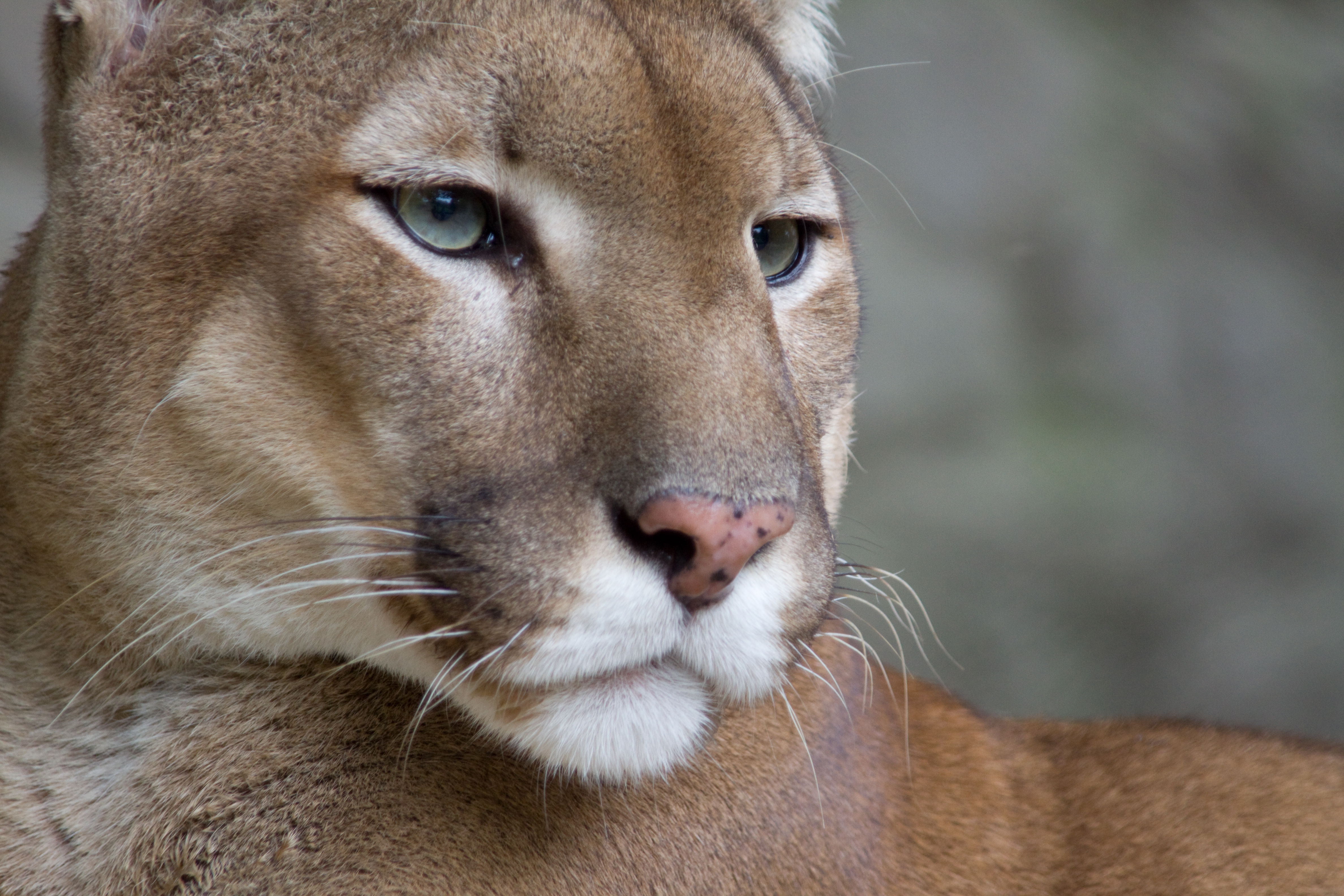
Puma concolor / Puma

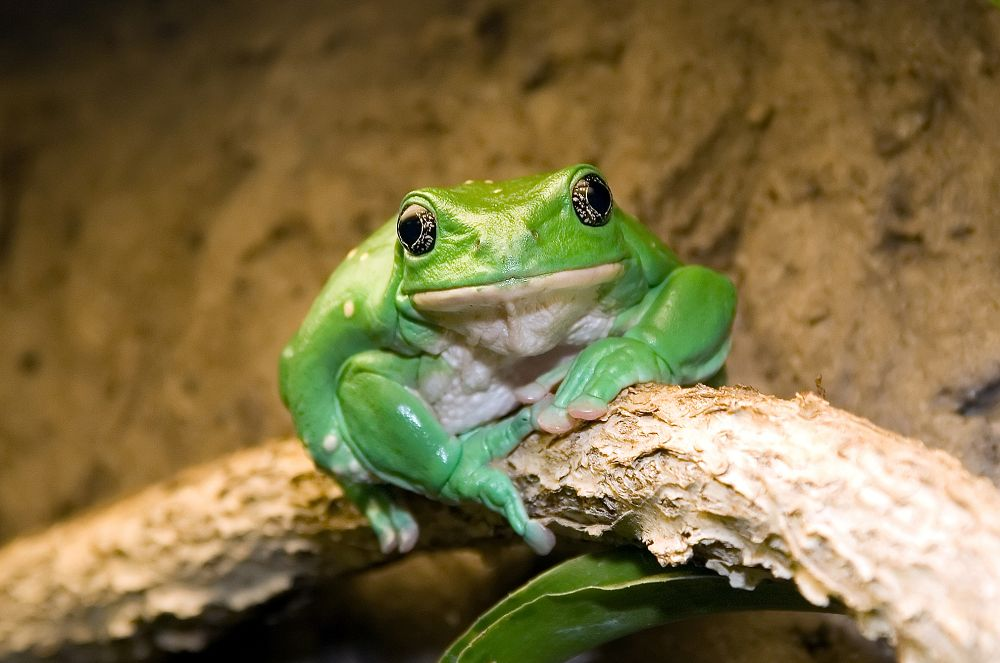
Agalychnis dacnicolor / Rana Cara de Niño

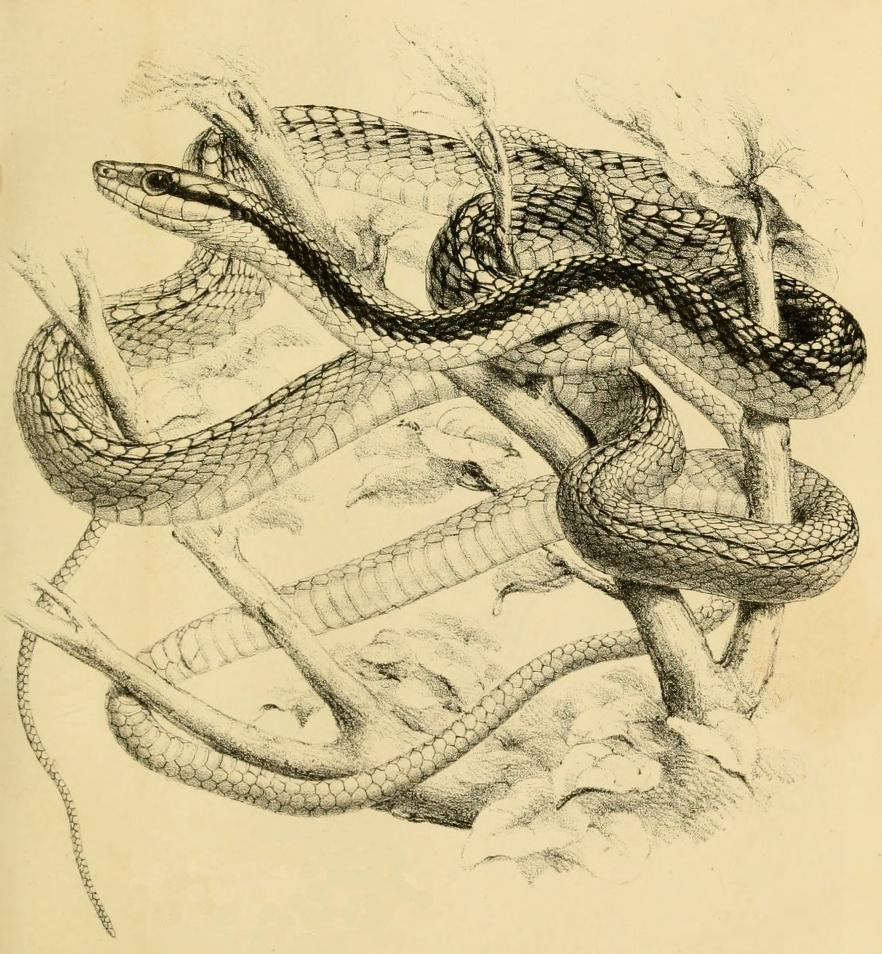
Leptophis diplotropis / Culebra Perico Gargantilla

- 19 especies de ranas y sapos
- 270 especies de aves
- 70 especies de mamíferos
- más de 2,200 especies de insectos[7]

| Nombre común              | Nombre científico           |
| ------------------------- | --------------------------- |
| Perico Frente Naranja     | Aratinga canicularis        |
| Loro Corona Lila          | Amazona finschi             |
| Zacatonero Pecho Negro    | Peucaea humeralis           |
| Cuiji de Muchas Líneas    | Aspidoscelis lineafitissima |
| Huachacote                | Bunchosia mcvaughii         |
| Trepatroncos Mexicano     | Lepidocolaptes leucogaster  |
| Cacique Mexicano          | Cassiculus melanicterus     |
| Codorniz Cresta Dorada    | Callipepla douglasii        |
| Carpintero Enmascarado    | Melanerpes chrysogenys      |
| Mulato Azul               | Melanotis caerulescens      |
| Momoto Corona Canela      | Momotus mexicanus           |
| Carpintero Corona Gris    | Colaptes auricularis        |
| Chara de San Blas         | Cyanocorax sanblasianus     |
| Papamoscas Mexicano       | Deltarhynchus flammulatus   |
| Periquito Catarino        | Forpus cyanopygius          |
| Tecolote Colimense        | Glaucidium palmarum         |
| Granatelo Mexicano        | Granatellus venustus        |
| Colorín Pecho Naranja     |                             |
| Colrín Vetridora          | Passerina leclancherii      |
| Codorniz Barrada          | Philortyx fasciatus         |
| Ninfa Mexicana            | Thalurania ridgwayi         |
| Coa citrina               | Trogon citreolus            |
| Mirlo Dorso Canela        | Turdus rufopalliatus        |
| Chachalaca Pálida         | Ortalis poliocephala        |
| Piranga Cabeza Roja       | Piranga erythrocephala      |
| Perlita Sinaloense        | Polioptila nigriceps        |
| Saltapared Feliz          | Thryothorus felix           |
| Saltapared Sinaloense     | Thryothorus sinaloa         |
| Saltapared Vientre Blanco | Uropsila leucogastra        |
| Vireo Amarillo            | Vireo hypochryseus          |

| Nombre común                | Nombre científico       |
| --------------------------- | ----------------------- |
| Zorrillo Pigmeo             | Spilogale pygmaea       |
| Pecarí de Labios Blancos    | Tayassu pecari          |
| Puma                        | Puma concolor           |
| Venado Cola Blanca          | Odocoileus virginianus  |
| Juaguar                     | Panthera onca           |
| Caotí Tejón                 | Nasua narica            |
| Conejo                      | Sylvilagus cunicularius |
| Murciélago Platanero        | Musonycteris harrisoni  |
| Ratón de Abazones de Nelson | Chaetodipus nelsoni     |
| Ratón Pantanero             | Peromyscus perfulvus    |
| Ratón Tlacuache             | Tlacuatzin canescens    |
| Rata Híspida Jalisciense    | Sigmadon mascotensis    |
| Rata Arrocera               | Osgoodomys banderanus   |
| Tlacuache Ratón Gris        | Marmosa canescens       |
| Ratón Espinguero            | Peromyscus spicilegus   |
| Tuza                        | Pappogeomys bulleri     |

| Nombre común                    | Nombre científico        |
| ------------------------------- | ------------------------ |
| Rana Cara de Niño               | Agalychnis dacnicolor    |
| Sapo Jaspeado                   |                          |
| Sapo Marmoleado                 | Incilius marmoreus       |
| Rana de Árbol Mexicana Enana    | Tlalocohyla smithii      |
| Sapo Sinaloense                 | Incilius mazatlanensis   |
| Salamanquesa Pata de Res        | Phyllodactylus lanei     |
| Chinete Común                   | Sceloporus horridus      |
| Lagartija Escamosa              |                          |
| Lagartija Escamuda              |                          |
| Roño de Árbol                   | Sceloporus melanorhinus  |
| Caracolera Occidental           | Tropidodipsas annulifera |
| Caracolera de Philippi          | Sibon philippii          |
| Lagartija Escamosa de Suelo     | Sceloporus utiformis     |
| Lagartija de Árbol del Pacífico | Urosaurus bicarinatus    |
| Cuija Yucateca                  | Coleonyx elegans         |
| Lagarto Escorpión               | Heloderma horridum       |

| Nombre común                              | Nombre científico     |
| ----------------------------------------- | --------------------- |
| Culebra Ojo de Gato del Suroeste          | Leptodeira maculata   |
| Culebra Perico Gargantilla                | Leptophis diplotropis |
| Culebra-Ciempiés del Litoral del Pacífico | Tantilla calamarina   |
| Culebra Chata o Cuijera                   | Salvadora mexicana    |

| Nombre común                    | Nombre científico    |
| ------------------------------- | -------------------- |
| Casquillo de Burro              |                      |
| Tortuga Pecho Quebrado Mexicana | Kinosternon integrum |
| Tortuga de Monte Payaso         | Rhinoclemmys rubida  |

## Clima
Su clima es cálido y húmedo con una anual promedio de temperatura de 24.9 °C y estaciones bien definidas. La temporada de lluvias dura de julio a octubre y la temporada seca es de noviembre a junio.
La precipitación anual promedio es de 748 mm en la montañosa región de Chamela y 782 mm en la región Cuixmala, que se extiende desde la costa hasta las montañas.

## Protección
La Reserva está comprendida por predios privados propiedad de:
- Fundación Ecológica de Cuixmala A.C.
- Universidad Nacional Autónoma de México
- Universidad de Guadalajara
- Pequeños propietarios
- Ejido Rincón de Ixtán (porción que permanece en estado virgen y representa aproximadamente el 12% de la Reserva)

La Reserva se ve amenazada por la tala clandestina, casa furtiva, al igual que los proyectos de desarrollo turísticos en la frontera con extensiones, entre otros.